# Sony Ericsson W995
Sony Ericsson W995 är en musikmobil i Walkman-serien från Sony Ericsson. Telefonen är även en av de få Walkman-mobilerna som har ett 3.5mm-jack för vanliga hörlurar. Mobiltelefonen har en kamera på 8.1 Megapixel med autofokus och ansiktsavkänning. På grund av release-datumet, juni 2009 anses även W995 som den sista satsningen på mobiltelefoner utan pekskärmar.
I augusti 2009 tilldelades mobiltelefonen EISA Best Music Phone Award.